# Kawaguchi Kaiji
Kawaguchi Kaiji (川口 開治 Xuyên Khẩu Khai Trị, sinh ngày 27 tháng 7 năm 1948) là một mangaka người Nhật, tác giả của các bộ truyện tranh như Eagle và Zipang. Các tác phẩm của ông chủ yếu đề cập đến các vấn đề của nước Nhật và phân tích các lựa chọn về mặt đạo đức của con người khi họ bị đặt vào một tình thế hiểm nghèo. Ông đạt được ba Giải thưởng manga Kodansha cho các tác phẩm Actor (năm 1987), The Silent Service (năm 1990), và Zipang (năm 2002). Ông cũng nhận Giải thưởng manga Shogakukan vào năm 2006 với tác phẩm A Spirit of the Sun.

## Tác phẩm
- Hard & Loose (1984) (đảm nhiệm phần minh họa) (Cốt truyện:Caribu Marley)
- Actor (1985)
- The Silent Service (1989)
- Medusa (1990)
- YELLOW (1995) (đảm nhiệm phần minh họa) (Cốt truyện:Miyazaki Shinji)
- Cocoro (1997)
- Araragi Tokkyu (1997)
- Eagle (1998)
- Ruri no kamikaze (1998)
- Confession (1999) (đảm nhiệm phần minh họa) (Cốt truyện:Fukumoto Nobuyuki)
- Seizon Life (2000) (đảm nhiệm phần minh họa) (Cốt truyện:Fukumoto Nobuyuki)
- The Battery (2001)
- Zipang (ja:ジパング (漫画)) (2001-2009)
- A Spirit of the Sun (2003-2010)
- Heiba no Hata (2011-?)
- Boku wa Beatles (2011-?) (đảm nhiệm phần minh họa) (Cốt truyện:Tetsuo Fujii)